# Koponenia holoneuron
Koponenia es un género monotípico de musgos hepáticas perteneciente a la familia Amblystegiaceae. Su única especie es: Koponenia holoneuron.

## Descripción
Son plantas más bien pequeñas que forma esteras de tallos rígidos de 4 cm de largo, irregularmente ramificadas; hojas filiformes, corto lanceoladas a triangulares, de 1,2 mm de largo, rectas o ligeramente encorvadas, ápices agudo o agudo redondeado; plano márgenes, células alargadas laminal a oblongo-romboidal, de 30-100 m m de largo, 5,5 a 8 m de ancho, con paredes gruesas, lisas a débilmente papilosa mediante la proyección de ángulos distales, células basales de color marrón amarillento, región alar indiferenciada.

## Taxonomía
Koponenia holoneuron fue descrita por (Herzog) Ochyra y publicado en Journal of Bryology 13: 482. 1985.
Sinonimia
- Sciaromium holoneuron Herzog